# Política da Bahia
A política da Bahia se processa no âmbito do federalismo brasileiro, no qual o Estado da Bahia é uma das 27 unidades federativas brasileiras. Assim sendo, tem certa autonomia dentro da estrutura governamental brasileira e situa-se intermediariamente, entre a esfera federal e a municipal. Tal autonomia implica a existência de poderes Executivo, Judiciário e Legislativo próprios, porém, que seguem as características nacionais do republicanismo, democracia representativa, federalismo.
A Bahia é regida pela Constituição do Estado da Bahia de 1989, que foi promulgada em 5 de outubro de 1989. E esta define os municípios como unidades político-administrativas autônomas (hoje totalizam 417 baianos) e o município de Salvador, a Capital do Estado; são mencionadas também regiões metropolitanas, aglomerações urbanas e microrregiões para fins administrativos.

## História
A história da política no estado brasileiro da Bahia confunde-se, muitas vezes, com a política do país — e boa parte dela equivale à mesma, uma vez que Salvador por muitos anos foi a capital da Colônia. Contando sempre com expoentes no cenário político nacional, a Bahia é um dos mais representativos estados da Federação.

### Primórdios
Já desde o descobrimento, com a Carta de Pero Vaz de Caminha, que as terras baianas conheceram a política em suas nuances mais intrincadas: ali o missivista pleiteia a El Rei por parentes, bem como delineia para a possibilidade de conquista do novo território.
Com a instituição das Capitanias, a formação de grandes engenhos produtores da cana-de-açúcar proporcionou uma estrutura social patriarcal. Em Salvador, entretanto, as disputas por cargos, por posições na sociedade, agitavam a vida colonial. Figuras como Gregório de Matos deixam registradas linhas em que se lê queixas do fraco poder da Câmara ante o governo:
A Câmara não acode:… Não pode.
Pois não tem todo o poder?… Não quer.
É que o Governo a convence?… Não vence.
Quem haverá que tal pense,
Que uma Câmara tão nobre,
Por ver-se mísera e pobre,
Não pode, não quer, não vence!

### Sentimentos republicanos e emancipacionistas
Repercutem na Bahia com intensidade as ideias decorrentes da Independência americana e da Revolução Francesa. A Conjuração Baiana, ao contrário da mineira, conta ampla participação popular e de elementos da classe menos favorecida: os negros.
Este sentimento permeou a vida na capital e por todo o Recôncavo. As vilas reagem ao domínio português, e as lutas na Bahia têm início mesmo antes da Proclamação de Independência, fazendo-se em acirradas lutas na Guerra de Independência.
No plano político destacam-se figuras como o Visconde de Cairu e o Marquês de Abrantes. Sob muito sangue, a Bahia conquista sua emancipação e aclama seu Imperador a D. Pedro I.

### Segundo Reinado
Com uma economia quase exclusivamente baseada no escravagismo, no estado entretanto floresceram os maiores defensores da Abolição: Castro Alves, Luís Gama, Rui Barbosa, dentre tantos outros, propugnavam pelo fim desta aberração - e ainda conspiravam pela Proclamação da República.

### República Velha
Sobressai no cenário nacional a figura de Ruy Barbosa, candidato à Presidência, derrotado. Ruy, entretanto, foi figura de proa nos primórdios do novo regime brasileiro.
No Estado, diversos partidos políticos se sucedem na disputa pelo poder, e o coronelismo encontra verdadeiro campo fértil para seu florescimento, do qual a maior figura de todas foi Horácio de Matos — verdadeiro senhor do sertão.
Episódios traumáticos permeiam a vida política do Estado: a Guerra de Canudos, levada a efeito no governo de Luiz Vianna, encerra o século XIX sob a mancha de um "requinte da perversidade humana", no dizer do deputado baiano Cezar Zama.
Em 1912 o quadro de indefinição na disputa do governo pelas oligarquias proporcionou um inusitado episódio, com o bombardeio de Salvador.
Até o final do velho regime oligárquico, a Bahia assiste o domínio dos coronéis, capitaneados por José Joaquim Seabra, Ruy, e outros.

### A intervenção do Estado Novo
O fim da falha democracia, com o Golpe desferido por Getúlio Vargas, traz para a Bahia, assim como aos demais estados, a figura do Interventor. Entretanto, no estado foi nomeado o cearense Juracy Magalhães que, jovem militar, viria a fazer carreira política no Estado e influir até mesmo quando, cerca de três décadas mais tarde, o Brasil mergulhou na Ditadura militar.

### Redemocratização
Ao fim da II Guerra Mundial, Octávio Mangabeira - talvez o maior político do estado, com visões socialistas, é eleito governador, numa espécie de ensaio da constante disputa entre o conservadorismo e setores ditos progressistas. Juracy Magalhães retorna ao poder e, sendo sucedido por Lomanto Júnior, sob o governo deste ocorre o golpe militar. É o ambiente propício para o surgimento de uma nova forma de hegemonia, de coronelismo e do remoto patriarcado…

### Sob as sombras da ditadura
Um ambicioso deputado federal é nomeado pelo regime, no final da década de 1960, Prefeito de Salvador. Realiza, graças ao bom trânsito junto aos ditadores, uma administração que acompanha o chamado Milagre Econômico. Credencia-se para, em 1971, ser nomeado governador e, desde então, com um breve interregno na década de 1980, constituir o mais duradouro domínio da política baiana: Antônio Carlos Magalhães.
Apelidado de "ACM", sua política personalista fez construir no Estado um legado que tentou transmitir ao filho, Luís Eduardo Magalhães - que teria sido um dos prováveis Presidentes, dado como se dera sua projeção nacional, até o falecimento, quando ocupava a Presidência da Câmara dos Deputados. ACM tenta projetar sua imagem em substituição, mas fracassa quando Presidente do Senado, por uma sucessão de escândalos que o forçam à renúncia.
O Carlismo é a forma pela qual o poder quase hegemônico da política direitista domina o Estado da Bahia, e sobrevive no Século XXI como uma das forças hegemônicas.

## Estrutura governamental

### Poder executivo

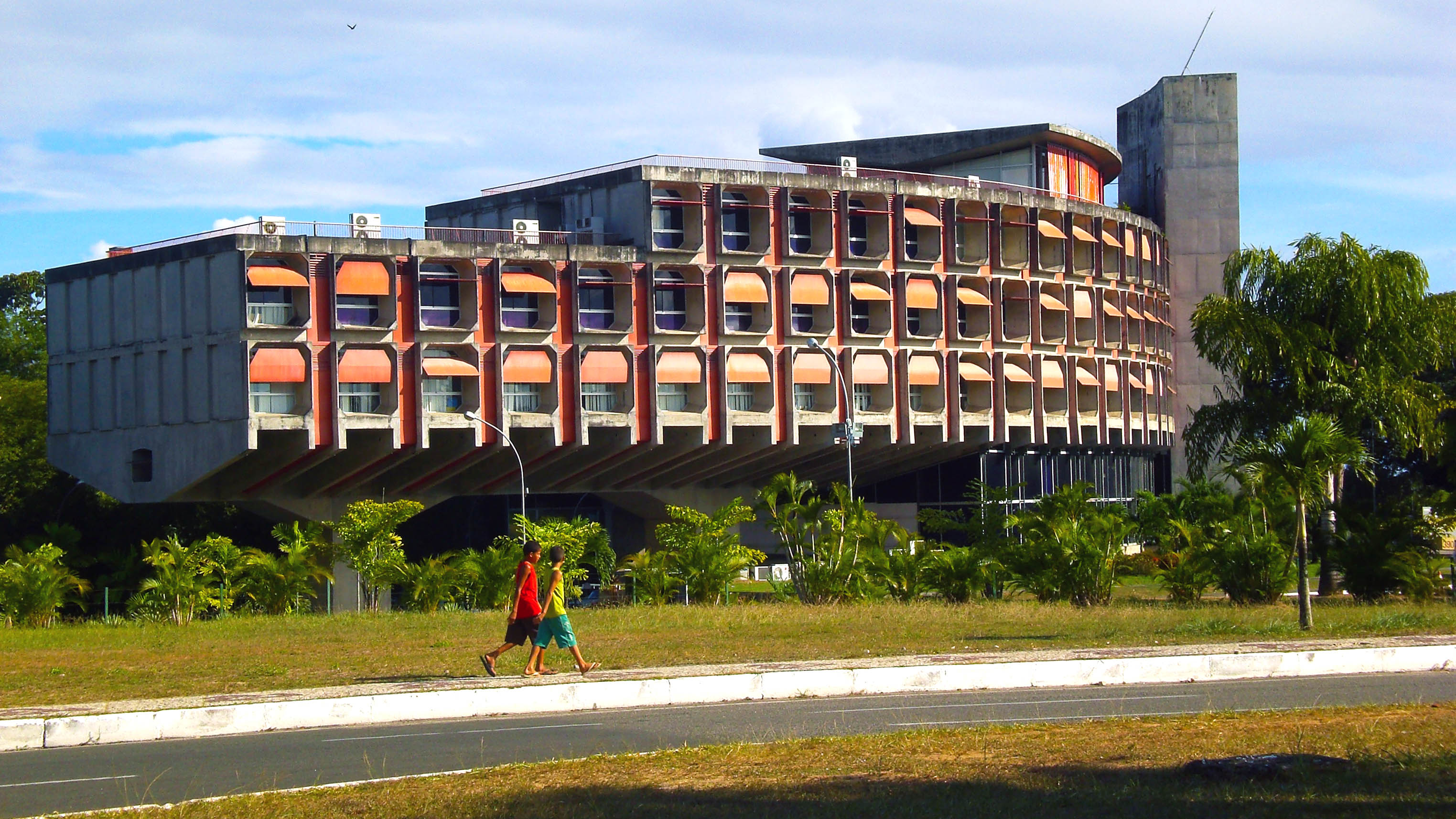
Governadoria do estado da Bahia, de onde o governador despacha

O poder Executivo é exercido pelo governador Jerônimo Rodrigues e pelo vice-governador Geraldo Júnior, com o auxílio dos secretários de estado. O Palácio de Ondina, situado no bairro de Ondina, é a sede do governo.

### Poder judiciário

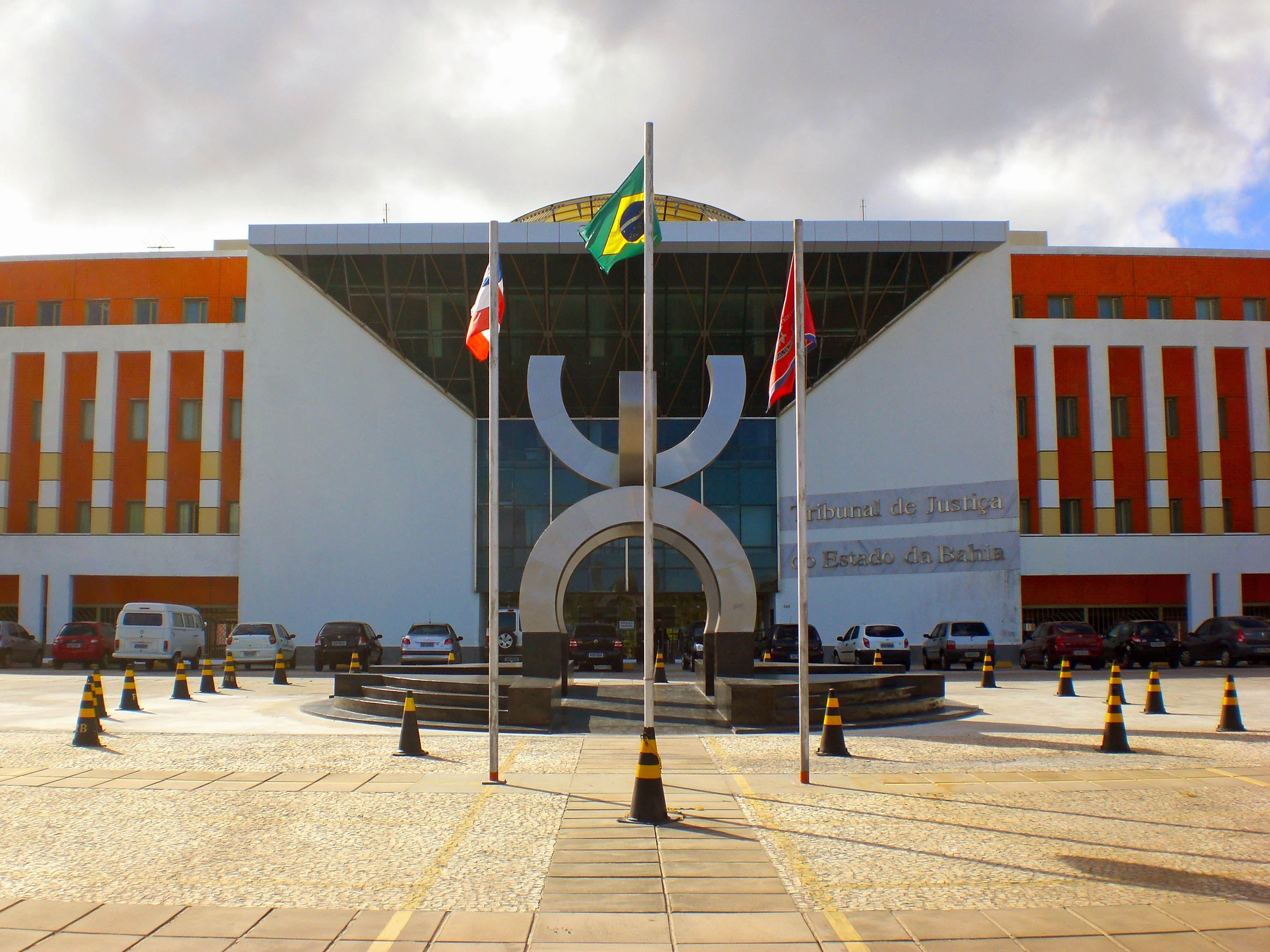
Palácio da Justiça, sede do Tribunal de Justiça da Bahia.

Seus principais organismos estão instalados no prédio do Tribunal de Justiça, no Centro Administrativo da Bahia.
Compõem o poder judiciário os desembargadores e os juízes de direito.
O principal órgão responsável pela ordem dos advogados no estado, assim como em toda a nação é a Ordem dos Advogados do Brasil — Seção Bahia (OAB-BA).

### Poder legislativo
O poder Legislativo é exercido pela Assembleia Legislativa, constituída pelos representantes do povo (deputados estaduais) eleitos em votação direta para o mandato de quatro anos, e pelos tribunais de contas. A Assembleia Legislativa da Bahia (ALBA) possui sessenta e três Deputados Estaduais. Cabe à ALBA, com a sanção (aprovação) do governador do estado, dispor sobre todas as matérias de competência do estado e especificamente sobre:

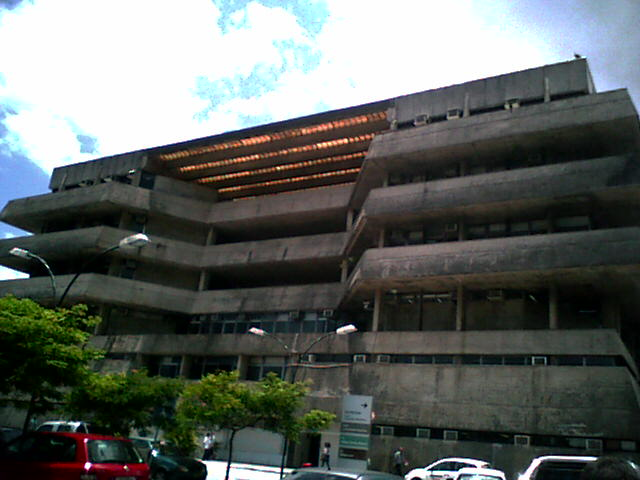
Prédio Luís Eduardo Magalhães da Assembleia Legislativa.

- Tributos, arrecadação e distribuição de rendas
- Planos e programas estaduais, regionais e setoriais de desenvolvimento
- Criação, transformação, extinção de cargos, empregos e funções públicas na administração direta, autárquica e fundacional e fixação da remuneração, observados os parâmetros estabelecidos na lei de diretrizes orçamentárias
- Organização judiciária do Ministério Público, da Procuradoria-Geral do Estado, da Defensoria Pública, do Tribunal de Contas, da Polícia Militar, da Polícia Civil e demais órgãos da administração pública
- Normas suplementares de direito urbanístico, bem como de planejamento e execução de políticas urbanas

O Tribunal de Contas do Estado da Bahia (TCE-BA), através de seus Conselheiros, auxilia a Assembleia Legislativa na apreciação das contas prestadas anualmente pelo governador do estado, no julgamento das contas dos administradores e demais responsáveis (fundações, empresas etc.) por dinheiro, bens e valores públicos da administração direta e indireta, incluídas as fundações e sociedades instituídas e mantidas pelo Poder Público estadual, e as contas que derem causa a perda, extravio ou outra irregularidade de que resulte prejuízo ao erário público. Além desse, há também o Tribunal de Contas dos Municípios do Estado da Bahia (TCM-BA).

## Partidos políticos e eleições

### Diretório estaduais dos partidos políticos
| Nome do partido                                | Sigla         | Número eleitoral | Presidente estadual             |
| ---------------------------------------------- | ------------- | ---------------- | ------------------------------- |
| Republicanos                                   | REPUBLICANOS  | 10               | Márcio Carlos Marinho           |
| Partido Progressista                           | PP            | 11               | Mário Negromonte Júnior         |
| Partido Democrático Trabalhista                | PDT           | 12               | Félix Júnior                    |
| Partido dos Trabalhadores                      | PT            | 13               | Éden Valadares                  |
| Movimento Democrático Brasileiro               | MDB           | 15               | Jayme Vieira Lima               |
| Partido Socialista dos Trabalhadores Unificado | PSTU          | 16               | Fabrício Rocha                  |
| Podemos                                        | PODE          | 20               | Raimundo Costa                  |
| Partido Comunista Brasileiro                   | PCB           | 21               | Não disponível                  |
| Partido Liberal                                | PL            | 22               | João Roma                       |
| Cidadania                                      | -             | 23               | Isabela Souza                   |
| Democracia Cristã                              | DC            | 27               | Antonio Albino Leal da Silva    |
| Partido Renovador Trabalhista Brasileiro       | PRTB          | 28               | Rogério Tadeu da Luz            |
| Partido da Causa Operária                      | PCO           | 29               | Não disponível                  |
| Partido da Mobilização Nacional                | PMN           | 33               | Antonio Carlos Bosco Massarollo |
| Agir                                           | AGIR          | 36               | Tarssila Muniz Lopes            |
| Partido Socialista Brasileiro                  | PSB           | 40               | Lídice da Mata e Souza          |
| Partido Verde                                  | PV            | 43               | Ivanilson Gomes                 |
| União Brasil                                   | UNIÃO         | 44               | Paulo Azi                       |
| Partido da Social Democracia Brasileira        | PSDB          | 45               | Tiago Correia                   |
| Partido Socialismo e Liberdade                 | PSOL          | 50               | Ronaldo Mansur                  |
| Partido Social Democrático                     | PSD           | 55               | Otto Alencar                    |
| Partido Comunista do Brasil                    | PCdoB         | 65               | Geraldo Galindo                 |
| Avante                                         | AVANTE        | 70               | Ronaldo Carletto                |
| Solidariedade                                  | SOLIDARIEDADE | 77               | Luciano Araújo                  |
| Unidade Popular                                | UP            | 80               | Eslaine Silva da Paixão         |